# Trnsko žrelo
Trnsko žrelo (bolgarsko Трънското ждрело; tudi Lomniško žrelo, Ломнишко ждрело, žrelo reke Erme, Ждрелото на река Ерма) je soteska ali kanjon reke Erme v zahodni Bolgariji, na skrajnem vzhodnem delu gore Ruj, v Perniški oblasti, približno 3,5 km severno od mesta Trn.

## Opis
Celotna dolžina soteske je približno 2,8 km, nadmorska višina pa približno 677–630 m. Začne se jugovzhodno od vasi Lomnica na 677 m nadmorske višine in teče proti severovzhodu. Po približno 300 m je njen najožji del (dolžina okoli 100 m in širina 5 m), kjer je nadmorska višina približno 650 m, potem se soteska nekoliko razširi in njena pobočja postanejo razmeroma poševna. Konča se jugozahodno od majhne vasice Bogojna na 630 m nadmorske višine.
Reka je zgornje jurske apnence prerezala približno 120 m globoko, pobočja pa so strma, mestoma navpična.
Sotesko geološko sestavljajo apnenci, ki so nastali pred približno 200 milijoni let v morskem bazenu, s kompleksno in raznoliko strukturo. Na dnu je zelo ozka in reka tvori kraške žlebove in majhne slapove. Do srednjega dela so njene stene navpične, širina pa ne presega 10 - 15 m. Skale, ki se dvigajo nad reko, imenujejo Cerkev in Trd kamen. Soteska je globoka več kot 120 m in dolga 150 m. Tisočletja je nastajala kot posledica erozije reke, ki se je  postopoma prebijala skozi skalo. Čeprav je na obmejnem območju s Srbijo, je bilo v preteklosti to zaščiteno območje zelo obiskana turistična točka. Tam je bila koča, restavracija, počitniška baza s parkom in jezerom. V 1990-ih je bilo vse to zanemarjeno, danes pa do soteske  vodi slabo vzdrževana asfaltna cesta. Druga povezava, ki vodi do soteske, je predor, ki je ostal iz druge svetovne vojne. Izkopali so ga Nemci, vendar je razvoj vojaških dogodkov zahteval ustavitev gradnje in ostal je nedokončan. Na tem mestu so ohranjeni leseni mostovi čez reko, od koder se razkriva neverjeten razgled.
Lepote soteske Aleko Konstantinov hvali v svojem potopisu, kjer piše: »Kaj, Švica?«

### Legenda
Trnsko žrelo je povezano z lokalno legendo o nemogoči ljubezni med dvema ljubimcema - bogatim dekletom in revnim mladim moškim. Mati ju je preklinjala in spremenila sta se v dve skali na obeh straneh reke Erme, tako da sta bila vedno blizu drug drugemu, a nikoli skupaj. Voda reke je negovala solze obeh ločenih.

## Тurizem
Kraj je izjemno slikovit, lahko dostopen in blizu prestolnice. Od mesta Trn do soteske je 3 km, obstajajo oznake. Z južnega konca soteske izvira Trnska eko pot, ki je dolga 13 km, prehod po celotni dolžini pa traja približno 8 ur. Drugo izhodišče za eko pot je vasica Bankja, v bližini katere je soteska Jablaniško. Pot vsebuje vrsto ravnih odsekov večinoma ob reki, veliko pa je tudi strmih vzponov in spustov, mostov in stopnic. Obisk lokacije v vlažnem ali meglenem vremenu ni priporočljiv. Zaprti in stabilni čevlji so priporočljivi na celotni poti, saj so kamni spolzki tudi v suhem vremenu. Po celotni eko poti ni izvirov pitne vode.
Za parkiriščem na začetku, je območje za rekreacijo z mizami s klopi, gugalnicami in plezalnimi napravami. Na začetku se hodi po levem bregu reke, nato pa po lesenem (starem, a stabilnem) mostu prestopi na drugi breg. Sledi umetno izkopan predor dolg 20 m, po izhodu se lahko s široke poti spusti po strmi in ozki poti, ki vodi naravnost v sotesko reke Erme (tam je znak, ki je zanemarjen in težko viden). Soteska sama ni daljša od 100 m. Čez reko je most, od koder se na drugi strani vidi soteska. Po tem je priporočljivo, da se vrne nazaj, lahko pa nadaljuje na drugi strani mostu z zelo strmim vzponom vse do vznožja grebenov Cerkev in Trd kamen. Vendar ta del poti ni več urejen in je zelo težaven. Z vrha vodi pot v odprt prostor z opazovalno ploščadjo z lepim razgledom na območje. Spust je po strmi poti ali po makadamski cesti s strmejšim pobočjem vodi nazaj do parkirišča.
Soteska je bila leta 1961 razglašena za naravno znamenitost s površino 9 ha. Trnsko žrelo na reki Ermi ima številko 39 v sto nacionalnih turističnih krajih Bolgarske turistične zveze. Žig je v gostilni Erma, kilometer pred sotesko in v turistično informacijskem središču mesta Trn.
Bližnje znamenitosti: Muzej jogurta v Studen izvoru; kamnita kapela v mestu Trn, kjer je živela sveta Petka.